# Poienile cu narcise din Dumbrava Vadului
Poienile cu narcise din Dumbrava Vadului, cunoscută și sub numele de Dumbrava Vadului, Poiana Narciselor, Dumbrava Narciselor, precum și sub numele, folosit mai ales de localnici, Pădurea Vadului, este o arie protejată de interes național, ce corespunde categoriei a IV-a IUCN (rezervație naturală de tip botanic) situată în județul Brașov, comuna Șercaia, pe teritoriul satului Vad.

## Geografie
Dumbrava Vadului este situată în partea central-vestică a județului Brașov, la 3 km spre sud-vest de satul Vad și este străbătută de drumul comunal DC65 (șosea asfaltată).

## Descriere
Rezervație naturală a fost declarată  arie protejată prin Legea nr. 5, din 6 martie 2000 (privind aprobarea Planului de amenajare a teritoriului național - Secțiunea a III-a - zone protejate), unde la poziția 2.250 (Rezervații și monumente ale naturii), se află înscrise „Poienile cu narcise din Dumbrava Vadului Comuna Șercaia, satul Vad”, cu suprafața de 394,90 hectare.
Rezervația naturală cu o suprafață de 394,90 ha, reprezintă o arie naturală acoperită cu pădure de stejar și poieni unde vegetează o specie de  narcisă (Narcissus poeticus ssp. radiiflorus) ocrotită prin lege.
Această zonă cu păduri de stejar și poieni multe se caracterizează prin abundența narciselor, plante favorizate în primul rând de solul podzolic cu urme de mlaștină și de umbra slabă a arborilor. Primăvara, în luna mai, printre stejari, înfloresc milioane de narcise, printre care și specia de Narcissus  radiiflorus, cunoscută de localnici sub denumirea de coprine. 
Pe acest amplasament se desfășoară anual, în luna mai, „Festivalul Narciselor”. Din păcate, prin culesul abuziv și „industrial” al narciselor, prin vandalism, acestea și-au restrâns foarte mult aria de apariție.

## Biodiversitate
Aria naturală este suprapusă sitului Natura 2000 - Poienile cu narcise de la Dumbrava Vadului și dispune de șase clase de habitate naturale de interes comunitar (Păduri dacice de stejar și carpen; Păduri ripariene mixte cu Quercus robur, Ulmus laevis, Fraxinus excelsior sau Fraxinus angustifolia, din lungul marilor râuri; Comunități de lizieră cu ierburi înalte higrofile de la nivelul câmpiilor, până la cel montan și alpin; Pajiști cu Molinia pe soluri calcaroase, turboase sau argiloase; Pajiști aluviale din Cnidion dubii și Pajiști de altitudine joasă) ce adăpostesc și conservă o gamă diversă de floră spontană și asigură condiții prielnice de viețuire mai multor specii din faună sălbatică a Munților Făgărașului (grupă montană ce aparține lanțului carpatic al Meridionalilor).

### Floră
Flora este constituită din arbori și arbusti cu specii de: stejar (Quercus robur), carpen (Carpinus betulus), frasin (cu specii de Fraxinus augustifolia și Fraxinus excelsior), ulm-de-câmp (Ulmus minor), velniș (Ulmus laevis), salcie târâtoare (Salix rosmarinifolia), măceș (Rosa canina) sau mur (Robus fruticosus).

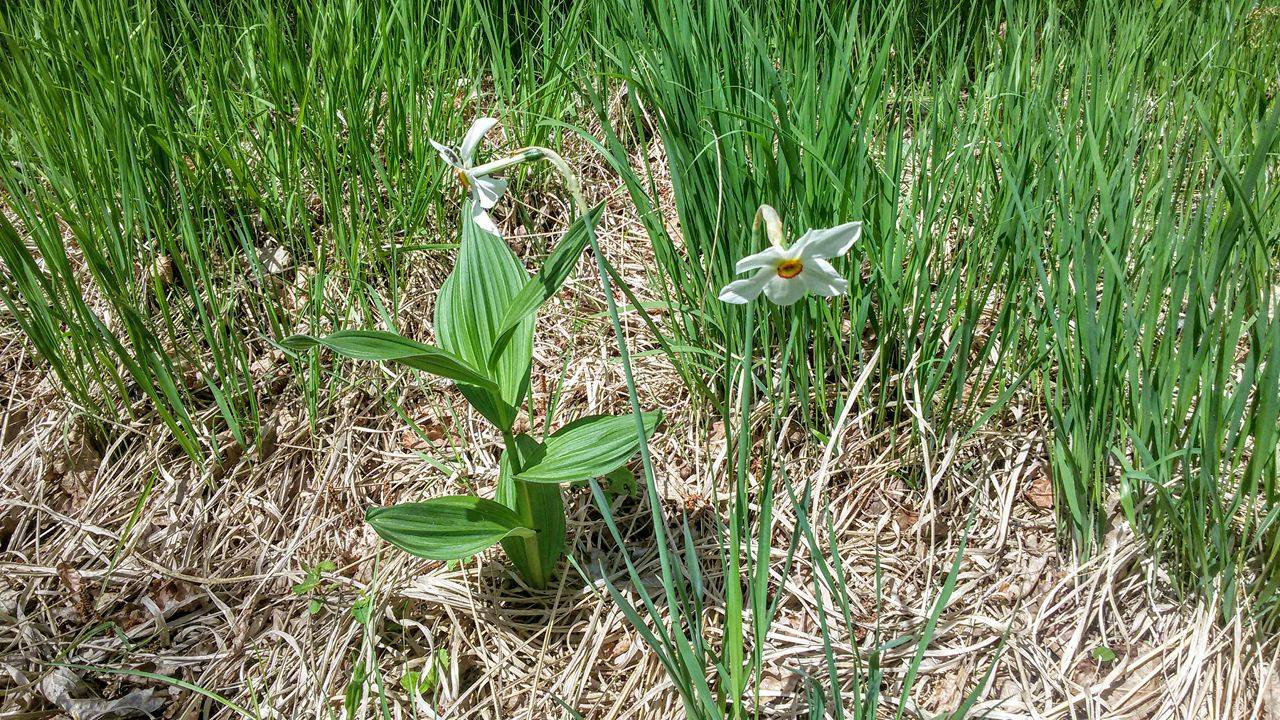
Coprine (Narcissus poeticus ssp. radiiflorus)

La nivelul ierburilor rezervația naturală adăpostește comunități de narcise cu specii de Narcissus poeticus (narcisă albă), Narcissus stellaris, Narcissus radiiflorus (coprine) sau Narcissus seriotinus. 
În arealul Poienii Narciselor sunt semnalate mai multe rarități floristice protejate prin aceeași Directivă a CE 92/43/CE din 21 mai 1992 (privind conservarea habitatelor naturale și a speciilor de faună și floră sălbatică); astfel: coada-vulpii (Alopecurus pratensis), buhai (Listera ovata), bulbuc de munte (Trollius europaeus), iarba-viperei (Scorzonera humilis), pușca-dracului (Phyteuma tetramerum), taulă (Spiraea salicifolia), untul-vacii (Orchis mario), gălbinele (Lysimachia punctata), gălbășoara de turbărie (Lysimachia thyrsiflora), Cnidium dubium o specie de plantă perenă bienală din familia Apiaceae, orhidee albă (Dactylorhiza sambucina), poroinic (Dactylorhiza maculata), stupiniță (Platanthera bifolia), cinci-degete (Potentilla reptans), rotoțele albe (Achillea ptarmica), sunătoare (Hypericum perforatum), ghiocel (Galanthus nivalis), brândușă de toamnă (Colchicum autumnale), margaretă (Leucanthemum vulgare) sau pipiriguț (Eleocharis carniolica).

### Faună
Fauna este una diversificată și bine reprezentată de o gamă diversă de mamifere, păsări, reptile, broaște și insecte; dintre care unele protejate prin aceeași Directivă a Consiliului European (anexa I-a) 92/43/CE (privind conservarea habitatelor naturale și a speciilor de faună și floră sălbatică)  sau aflate pe lista roșie a IUCN.

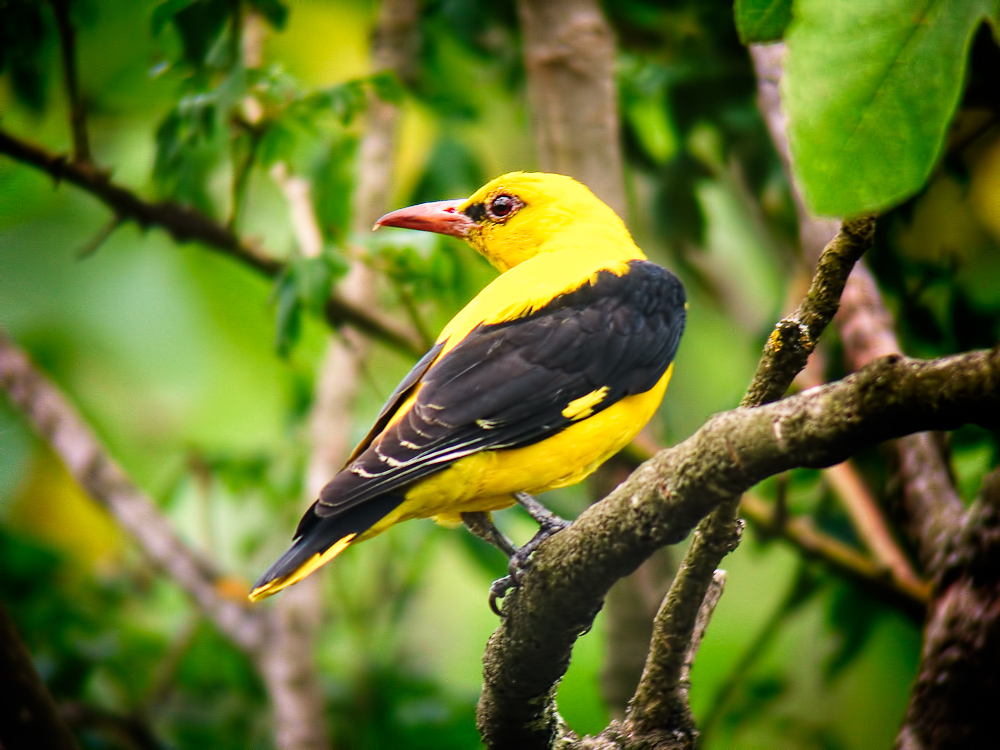
Grangur (Oriolus oriolus)

Mamifere cu specii de: căprioară (Capreolus capreolus), mistreț (Sus scrofa), vulpe (Vulpes vulpes crucigera), iepure-de-câmp (Lepus europaeus), veveriță (Sciurus carolinensis); 
Păsări: ciuf-de-pădure (Asio otus), corb (Corvus corax), cristel-de-câmp (Crex crex), porumbel gulerat (Columba palumbus), ciocârlie-de-câmp (Alauda arvensis), acvilă-țipătoare-mică (Aquila pomarina), acvilă de munte (Aquila chrysaetos), șorecar comun (Buteo buteo), șorecar-încălțat (Buteo lagopus), sticlete (Carduelis carduelis), pupăză (Upupa epops), cuc (Cuculus canorus), mierlă (Turdus merula), erete-vânăt (Circus cyaneus), scatiu (Carduelis spinus), grangur (Oriolus oriolus), sfrâncioc-roșiatic (Lanius collurio), rață-lingurar (Anas clypeata), presură galbenă (Emberiza citrinella), codobatură (Motacilla alba), fluierar-de-zăvoi (Tringa ochropus), strigă (Tyto alba), pitulice (Sylvia nisoria), ciocârlan (Galerida cristata); 
Reptile și amfibieni: năpârcă (Anguis fragilis), salamandră, ivorașul-cu-burta-galbenă (Bombina veriegata); 
Insecte: lepidoptere cu exemplare din speciile:  Maculinea teleius (fluturașul albastru cu puncte negre), Lycaena dispar (fluturele purpuriu), Lycaena helle, Euphydryas aurinia (fluturele auriu).

## Decor de film
Dumbrava Vadului a constituit un minunat decor al unui episod al filmului artistic românesc Neamul Șoimăreștilor, ecranizare a romanului cu același nume, scris de Mihail Sadoveanu.

## Atracții turistice
În vecinătatea rezervației naturale se află mai multe obiective de interes turistic (monumente istorice, lăcașuri de cult, situri arheologice, arii naturale protejate) și anual, în satele din apropiere se desfășoară evenimente culturale (obiceiuri folclorice) specifice Țării Făgărașului.

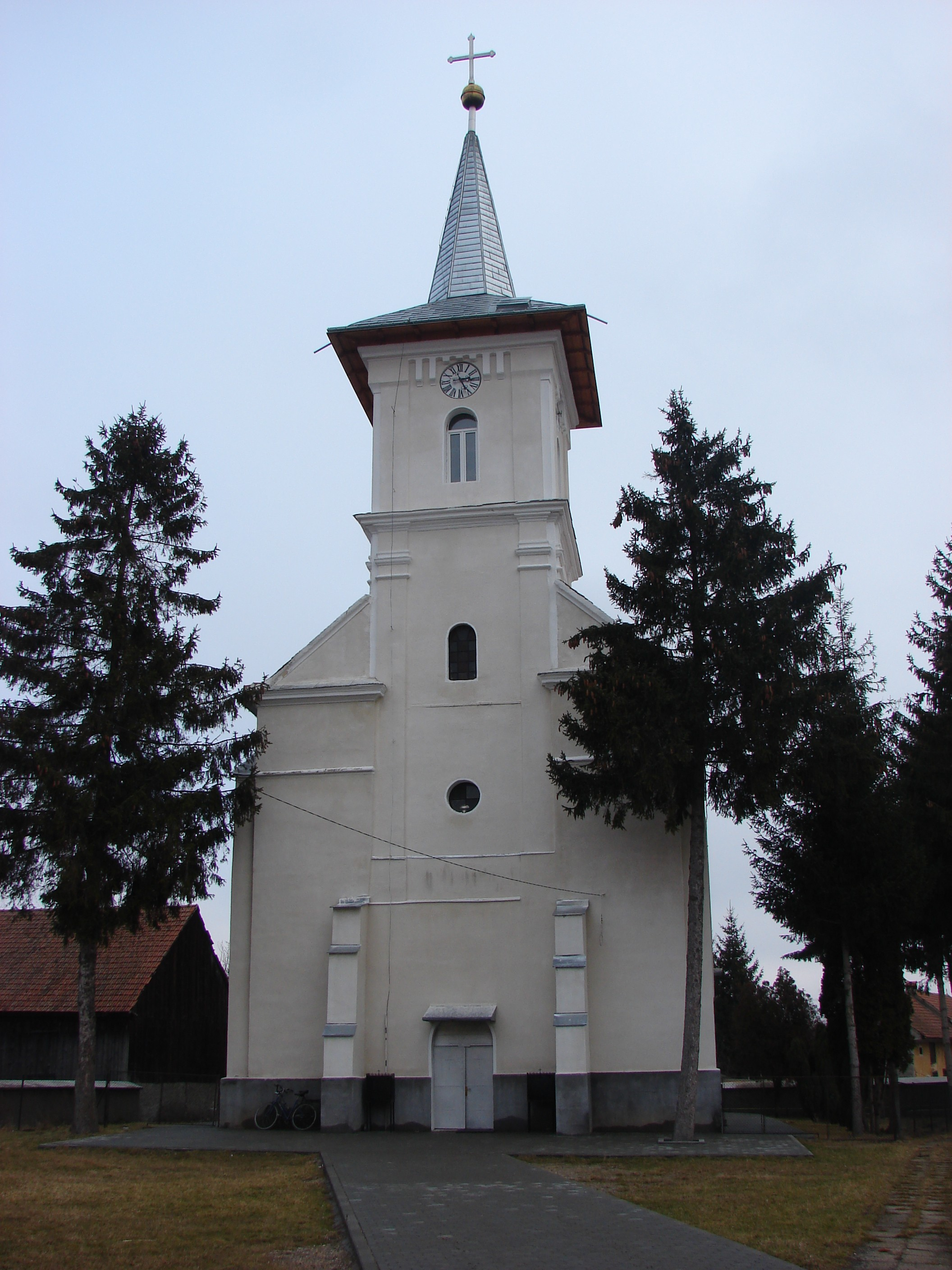
Biserica „Intrarea în Biserică a Maicii Domnului” din satul Vad

### Obiective de interes turistic
- Biserica săsească din Șercaia (datată secolul al XV-lea, reconstruită 1868-1875 în stil gotic), monument istoric
- Biserica evanghelică-luterană din Hălmeag  (construcție sec. XIII - XV), monument istoric
- Biserica ortodoxă din Vad (construită între anii 1874-1877)
- Ansamblul casei parohiale evanghelice din Șercaia (sec. XVII - XIX), monument istoric
- Situl arheologic de la Hălmeag (Valea Mâții)[14]
- Rezervația naturală „Coloanele de bazalt de la Piatra Cioplită”,  monument natural aflat pe teritoriul administrativ al comunei vecine, Comăna
- Rezervația naturală Peștera Comăna, aflată pe teritoriul administrativ al comunei vecine, Comana.

### Evenimente culturale
- Plugarul, obicei folcloric agricol rar, desfășurat, în fiecare an, a doua zi a Sfintelor Paști (în Lunea Luminată), în doar câteva sate făgărășene: Comăna de Jos, Cuciulata, Părău, Veneția de Jos, Vad.

## Căi de acces
- Drumul național DN1 pe ruta: Brașov - Codlea - Perșani - Șercaia // Cluj-Napoca - Alba Iulia - Sebeș - Sibiu - Făgăraș - Mândra - Șercaia, apoi, din Șercaia, pe Drumul național DN73A, până la Vad[15]; de la Vad pe drumul comunal DC107C;
- Drumul național DN73A pe ruta: Predeal - Râșnov - Zărnești - Șinca Veche - Ohaba - Vad (apoi pe drumul comunal DC107C)

## Galerie de imagini

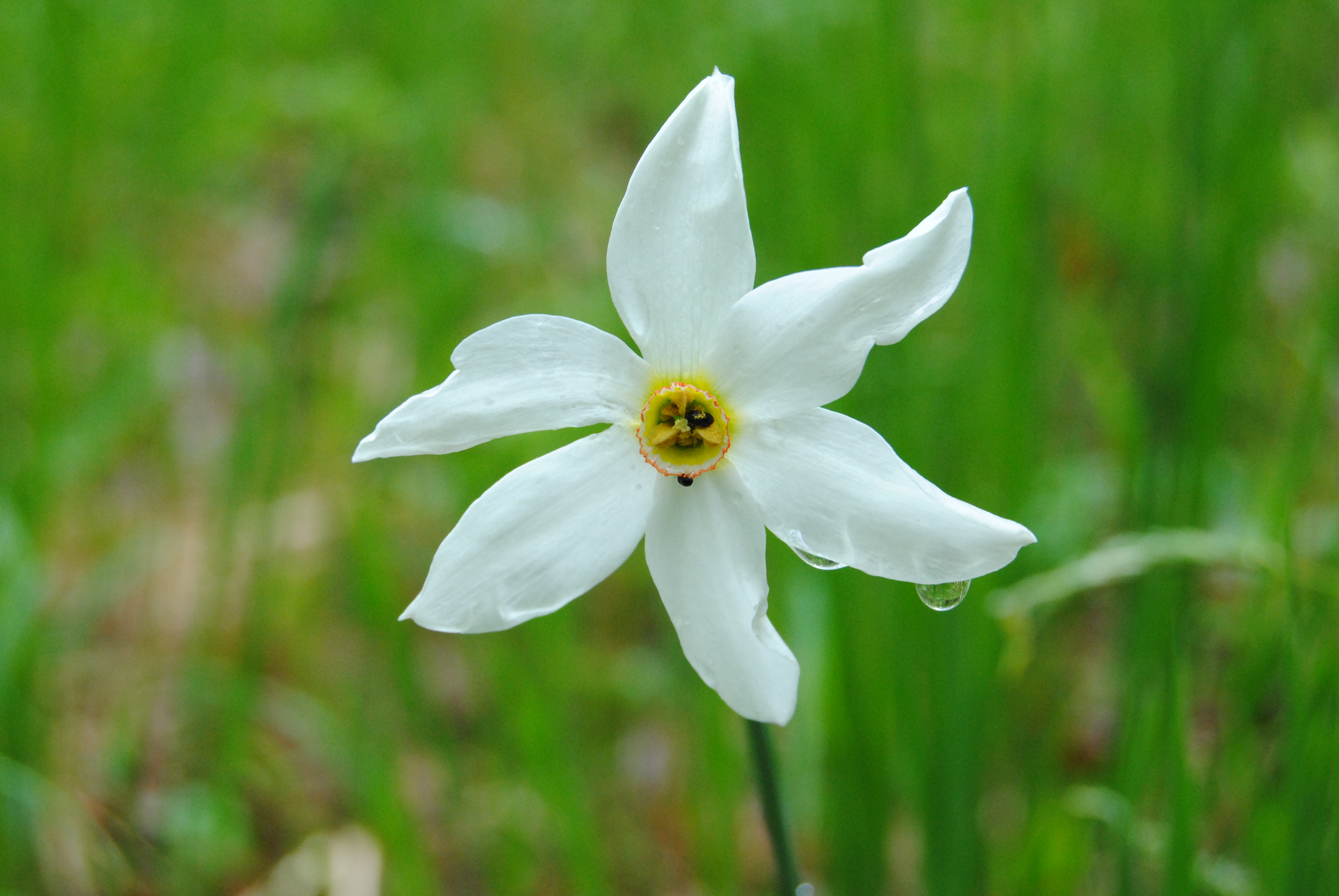
Narcisă
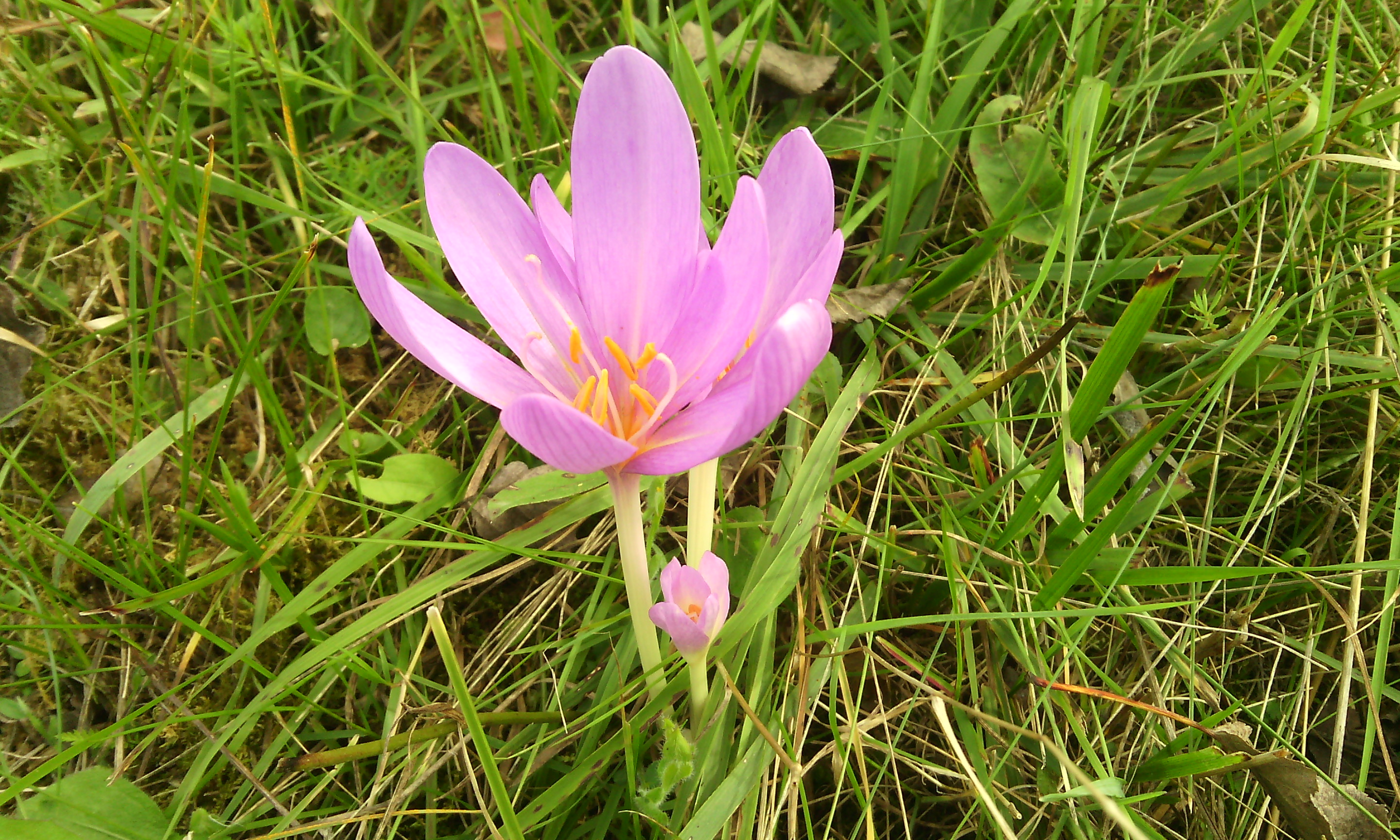
Brândușă de toamnă